# Plectrohyla psarosema
Plectrohyla psarosema är en groddjursart som först beskrevs av Campbell och William Edward Duellman 2000.  Plectrohyla psarosema ingår i släktet Plectrohyla och familjen lövgrodor. IUCN kategoriserar arten globalt som akut hotad. Inga underarter finns listade i Catalogue of Life.